# Mallos (flor)
Mallos, que significa «nieve dorada» en sindarin, es una flor ficticia que pertenece al legendarium creado por el escritor británico J. R. R. Tolkien y que aparece en su novela El Señor de los Anillos. 
Crecía en los campos de la región de Lebennin, feudo del reino de Gondor, cerca del delta del río Anduin. Tiene los capullos de color dorado, de ahí su nombre.
En el tercer tomo de El Señor de los Anillos, El retorno del Rey, mientras la Compañía Gris galopaba por los campos de Lebennin, el elfo Legolas cantó una canción sobre la región, en la cual nombra a la flor mallos: «y las campánulas doradas caen del mallos y el alfirim, en el viento del Mar...».